# Dsmitryj Sawadski
Dsmitryj Aljaksandrawitsch Sawadski (russisch Дми́трий Алекса́ндрович Зава́дский / wiss. Transliteration Dmitrij Aleksandrovič Zavadskij, belarussisch Dsmitryj Aljaksandrawitsch Sawadski, Дзмітрый Аляксандравіч Завадскі / Dzmitryj Aljaksandravič Zavadski, * 28. August 1972 in Minsk; † 7. Juli 2000 ebenda) war ein belarussischer Kameramann.

## Leben
Sawadski arbeitete für den Sender ORT (Obschtschestwennoje Rossijskoje Telewidenije, ab 2002 Perwy kanal) und galt als oppositioneller Journalist. Von 1994 bis 1997 war er persönlicher Kameramann von Aljaksandr Lukaschenka.
Am 7. Juli 2000 fuhr Dsmitryj Sawadski zum Flughafen in Minsk, wo er sich mit dem ORT-Journalisten Pawel Grigorjewitsch Scheremet treffen wollte. Sein Auto wurde auf dem Flughafengelände gefunden, er selbst war unauffindbar. Das Verschwindenlassen von Regierungsgegnern in Belarus, außer Sawadski konkret der drei weiteren regierungskritischen Gegner Lukaschenkas Juryj Sacharanka, Wiktar Hantschar und Anatol Krassouski, verursachte im Ausland großes Aufsehen.
2002 wurden die mutmaßlichen Täter Waleri Ignatowitsch, Maxim Malik, Alexei Guse sowie Sergei Sawuschkin, ehemalige Beamte einer Spezialeinheit der Polizei, unter anderem wegen gemeinschaftlicher Entführung und Mord in fünf weiteren Fällen angeklagt. Ignatowitsch und Malik wurden vom obersten Gerichtshof für schuldig befunden und zu lebenslanger Haft in einer Strafkolonie verurteilt. Die anderen Angeklagten wurden zu Haftstrafen von 10 bis 25 Jahren verurteilt. Obwohl es kein Geständnis der beiden gab, sah es das Gericht als gegeben an, dass Ignatovitsch und Malik sich für ein vorher gesendetes Enthüllungsvideo des Journalisten an ihm rächen wollten. Am 27. November 2003 wurde Sawadski vom Bezirksgericht Minsk offiziell für tot erklärt.